# Rabigh
Rabigh (Arabisch: رابغ) is een oude stad in de provincie Mekka in het midwesten van Saoedi-Arabië aan de Rode Zee. Tot het begin van de 17e eeuw heette de plaats Al-Johfa. Rabigh telt ongeveer 100.000 inwoners. Het is ook een economisch centrum met de Arabian Cement Factory en olieraffinaderijen. Vlak bij de stad ligt een privé-luchthaven van Saudi Aramco met één landingsbaan.
Het Saoedische staatsoliebedrijf Saudi Aramco en het Japanse Sumitomo Chemical werken samen in een joint venture. In 2005 werd Rabigh Refining en Petrochemical Company opgericht waarin beide partijen een aandelenbelang hebben van 50%. Na een investering van US$ 10 miljard in een raffinaderij en petrochemisch complex startte in november 2009 de productie. Na een beursgang van PetroRabigh in 2008, waarbij 25% van de aandelen werden verkocht, houden Sumitomo Chemical en Saudi Aramco allebei nog een aandelenbelang van 37,5%. 